# Grote Spectrum Encyclopedie

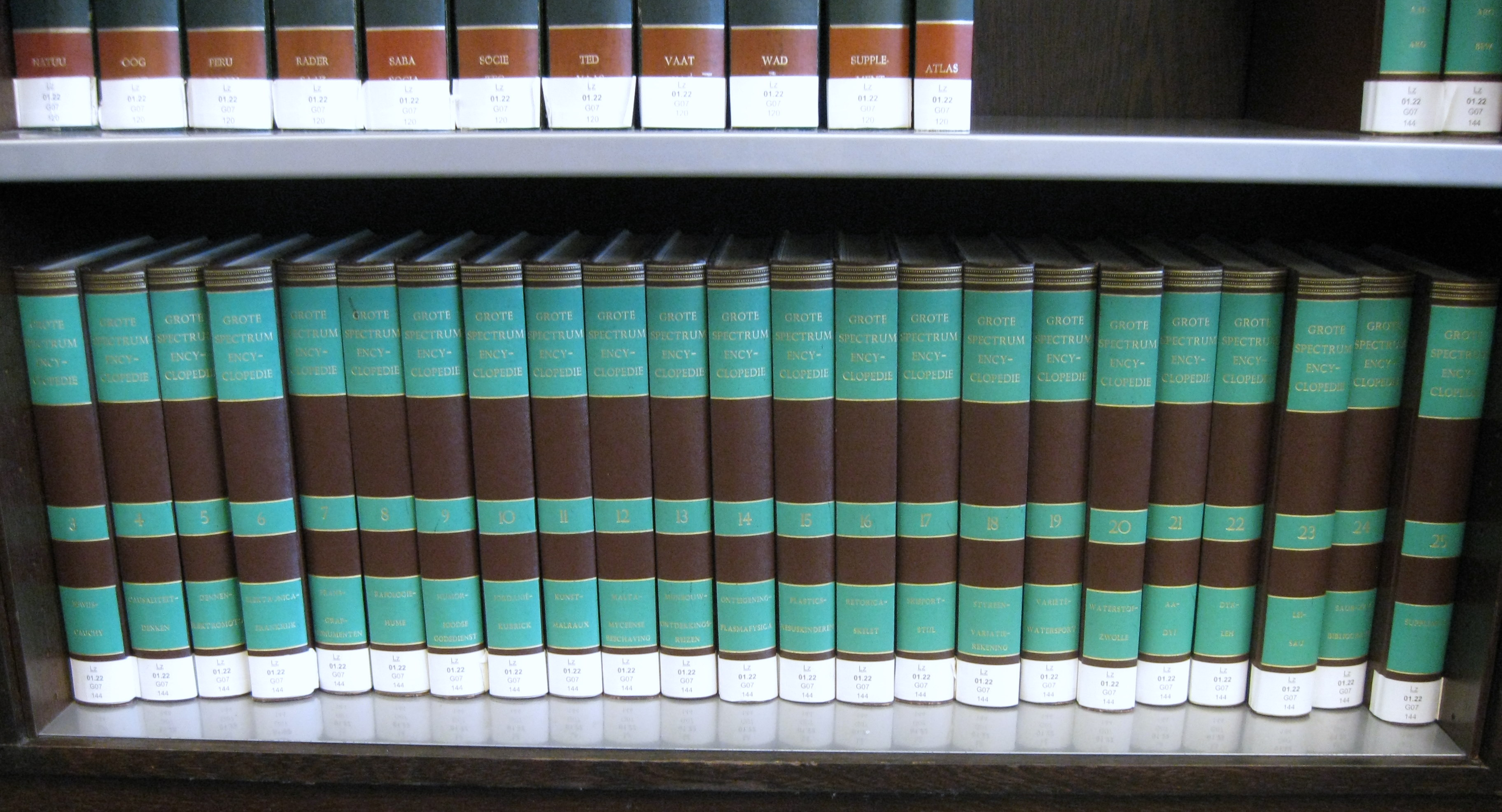
La Grote Spectrum Encyclopedie.

La Grote Spectrum Encyclopedie est une encyclopédie contemporaine néerlandaise. Elle compte quelque 5 000 articles en 20 volumes de A à Z ainsi que quatre volumes d’index. Un supplément (volume 25) a été publié en 1984. Elle met l'accent sur les sciences sociales.
L'ouvrage est illustré de manière fonctionnelle, avec toutes les illustrations en couleur, ce qui était à l'époque une nouveauté pour une grande encyclopédie générale aux Pays-Bas. L'ouvrage comprend vingt volumes de A à Z et quatre volumes d'index avec des mots-clés faisant référence aux sujets couverts. Le quatrième volume d'index contient également une bibliographie complète, qui ne figure pas dans les articles eux-mêmes. Un supplément a été publié dans le volume 25 en 1984.
Inez van Eijk (nl) a été rédactrice de la Grote Spectrum Encyclopedie 1971 à 1972, et sa rédactrice en chef de 1972 à 1974. L'un des rédacteurs était Hendrik Jan School (nl).
L'encyclopédie était vendue en porte à porte par sa propre équipe d'environ 40 vendeurs, généralement à crédit. Le prix total de 2 500 florins était ensuite remboursé en 60 mensualités de 60 florins. Chaque vendeur vendait en moyenne cinq encyclopédie par semaine.
L'apparition de nouveaux supports de stockage dans les années 1990 (CD-ROM, DVD) a mis un terme aux projets de deuxième édition de cette encyclopédie. Un supplément actualisé a toutefois été publié en 2002.